# Isla de Bennett
La isla de Bennet (en ruso: Остров Бе́ннетта; en ruso transliterado: Ostrov Bennetta) es una pequeña isla deshabitada del Ártico, localizada en aguas del mar de Siberia Oriental. La isla es la isla mayor del grupo de islas De Long, un grupo de islas aisladas localizado en el extremo noreste del archipiélago de islas de Nueva Siberia.
Administrativamente, la isla, como el resto del archipiélago, pertenece a la República de Saja (Yakutia) de Rusia. 
La isla fue descubierta por el explorador norteamericano George Washington DeLong el 20 de mayo de 1881, y su nombre es un homenaje a James Gordon Bennett, Jr., editor del periódico New York Herald, que contribuyó a financiar la expedición de DeLong.

## Geografía
La isla de Bennet está situada en el extremo nororiental de las islas de Nueva Siberia, a 103 km al oeste de la isla Zhókhova, a 128 km al noreste de la isla Anzhu y 145 km en la misma dirección de isla Faddeyevsky.
La superficie de esta isla es de aproximadamente 188,8 km². El punto más alto de la isla tiene 426 m.

## Geología
La isla de Bennett consiste en rocas sedimentarias y rocas ígneas del primer Paleozoico, Cretácico tardío, Plioceno y Cuaternario. Las rocas más antiguas outcropping en la isla de Bennett son rocas sedimentarias marinas, moderadamente inclinadas, del Cámbrico al Ordovícico. Se trata de una secuencia de unos 500 m de espesor de argilitas con pequeñas cantidades de limolita y caliza que contienen trilobites del Cámbrico Medio y otra de 1000-1200 m de argilitas del Ordovícico, limolita, y areniscas cuarciticas que contienen graptolitas. Estas rocas del Paleozoico están cubiertas por carbón -que tiene argilitas y cuarcitas- del Cretácico tardío así como areniscas, lava basáltica y toba, con lentejones de argilita tobácea. Los estratos del Cretácico están cubiertos por lavas basálticas en un rango de edad desde el Plioceno al Cuaternario. Las rocas volcánicas del Cuaternario forman conos volcánicos.

## Clima
Salvo en ruso, poco se ha publicado sobre la climatología de la isla de Bennett. El profesor Glazovskiy menciona que la precipitación anual en la isla de Bennett varía de 100 mm en el nivel del mar a 400 mm en la cresta del campo de hielo Tollier.

## Glaciares
La isla de Bennett tiene la cubierta de hielo permanente más grande en las islas De Long. En 1987, la cubierta de hielo permanente de esta isla constaba de cuatro glaciares que tienen un área total de 65,87 km². Todos estos glaciares se encuentra en lo alto, en mesetas basálticas delimitadas por empinadas y escarpadas laderas.
En 1992, el doctor Verkulich y otros nombraron estos glaciares como De Long Este, De Long Oeste, Malyy y Toll. Con una superficie de 55,5 km² en 1987, el glaciar Toll, localizado en el centro de la isla, es el glaciar mayor de todos. Tiene una altitud de 380-390 m por encima del nivel medio del mar, y tiene un espesor de 160-170 m en su centro. Tiene un glaciar de salida, el glaciar Seeberg Oeste, desde el que el hielo fluye hacia abajo desde el Toll hasta el mar. El siguiente glaciar más grande es el glaciar De Long Este, con una superficie de 5,16 km² en 1987. Se asienta a unos 420 m, en el extremo sureste de la isla y tenía un espesor de 40-45 m. Adyacente a este, el glaciar De Long Oeste, con 1,17 km² y una elevación de 330-340 m, y un espesor de 40 m en 1987. El glaciar Malyy, con una superficie de 4,04 km² en 1987, ocupa una meseta basáltica a una altitud de 140-160 m en el extremo noreste de la isla y tenía 40-50 m de espesor. En 1987, todos estos glaciares estaban disminuyendo en volumen y ha sido a´si durante los últimos 40 años.
De los glaciares descritos por Verkulich y otros, el doctor Glazovskiy discrepa solo sobre el campo de hielo Tollya (al que Verkulich se refería como Glaciar Toll). En 1996, tenía un área de 54,2 km² y una altitud media de 384 m. Su línea de equilibrio de altitud se encuentra en una elevación de 200 m por encima del nivel del mar.
Según Alekseev, Anisimov y Tumskoy, y Makeyev y otros, los glaciares encontrados en isla y otras de las islas del grupo De Long son restos pasivos de los pequeños casquetes de hielo formados durante el Último Máximo Glacial ( Weichselian tardío) unos 17.000 a 24.000 a. C.. En el momento en que estas campos de hielo se formaron, las islas De Long eran montañas de una importantes meseta subaérea, llamada la Gran Llanura del Ártico, que ahora se encuentra sumergida por debajo del océano Ártico y el Mar de Siberia Oriental.

## Vegetación
Junco/hierba, hierba y tundra de criptógamas cubren la isla de Bennett. Es una tundra en su mayoría de praderas de muy bajo crecimiento, juncos, musgos, líquenes y hepáticas. Estas plantas, en parte o totalmente, cubren la superficie del suelo, generalmente húmedo, de grano fino y, a menudo, monticulado («Hummocky»).

## Historia
La isla de Bennett fue descubierta por el explorador norteamericano George Washington DeLong en 1881, y fue nombrada por él en reconocimiento a James Gordon Bennett, Jr., editor del New York Herald, que había financiado su expedición. De Long arribó en 1879 a bordo del USS Jeannette, con la esperanza de llegar a la isla de Wrangel, y para descubrir mar abierto en el océano Ártico cerca del Polo Norte. Sin embargo, la nave entró en una banquisa cerca de la isla Herald en septiembre de 1879 y quedó atrapada. El buque fue aplastado por el hielo y se hundió en junio de 1881. En ese momento, la expedición se vio obligada a abandonar el barco en tres botes y caminar sobre el hielo a pie, descubriendo en el trayecto la isla de Bennett en julio de 1881. Permanecieron en la isla durante varios días antes de partir de nuevo para las islas de Nueva Siberia y la parte continental de Siberia.
En agosto de 1901, el buque ruso Zarya navegó en una expedición en busca de la legendaria Tierra de Sánnikov (Zemlya Sannikov), pero pronto quedó bloqueado por la barrera de hielo flotante. Durante 1902, los intentos de llegar a esa tierra de Sannikov siguieron mientras el Zarya se encontraba atrapado en el hielo permanente. EL explorador ruso Eduard Toll y tres de sus compañeros desaparecieron para siempre en noviembre de 1902 mientras iban hacia el sur desde isla de Bennett sobre témpanos de hielo flotantes.
En 1916 el embajador ruso en Londres emitió un aviso oficial en el sentido de que el gobierno Imperial consideraba la isla de Bennett, junto con otras islas del Ártico, parte integrante del Imperio ruso. Esta reivindicación territorial fue más tarde mantenida por la Unión Soviética.
Algunas personas afirman que la isla de Bennett es propiedad de EE. UU. sobre la base de su desembarco en 1881. Una resolución del Senado del Estado de Alaska en 1988 apoyó esta reclamación. Sin embargo, el gobierno de los Estados Unidos nunca ha reclamado la isla de Bennett, y la reconoce como territorio ruso. En 1994, el Tribunal Supremo del el Estado de Alaska dictaminó en el caso D. Denardo v. Estado de Alaska que la isla de Bennett, junto con otras islas, no es parte de Alaska.